# Alysa Stanton
Alysa Stanton (ur. 1964) – amerykańska rabinka konserwatywna. Pierwsza w historii czarnoskóra kobieta ordynowana na rabina.
Urodziła się w rodzinie wyznania zielonoświątkowego. Wychowała się w Cleveland w stanie Ohio oraz w Denver w stanie Kolorado. W wieku 24 lat przeszła na judaizm. Przez wiele lat pracowała jako psychoterapeutka.
6 czerwca 2009 została ordynowana na rabina w Hebrew Union College-Jewish Institute of Religion w Cincinnati. Obecnie służy niewielkiej konserwatywnej kongregacji Bayt Shalom w Greenville w Karolinie Północnej.